# Electronica CIP-03
Electronica CIP-03 (CIP-03) је био кућни рачунар фирме Electronica који је почео да се производи у Румунији од 1988. године.
Користио је MMN-80 (Z80-A клон) као микропроцесор. RAM меморија рачунара је имала капацитет од 64 KB. 

## Детаљни подаци
Детаљнији подаци о рачунару CIP-03 су дати у табели испод.
|                       |                                            |
| [ 1 ]                 |                                            |
| Произвођач            |                                            |
| Тип                   | кућни рачунар                              |
| Меморија              | 64 KB                                      |
| Поријекло             | Румунија                                   |
| Година                | 1988                                       |
| Тастатура             | механичка, 40 тастера                      |
| Процесор              |                                            |
| Фреквенција процесора | 3,5 .                                      |
| RAM                   | 64 KB                                      |
| ROM                   | 16 (Spectrum OS и BASIC)                   |
| Текст                 | 32 стубова x 24 линије                     |
| Графика               | 256 x 192 пиксела                          |
| Боја                  | 16 (8 боја нормално, свијетло)             |
| Звук                  | мали звучник (10 октава)                   |
| Димензије             | 32,5 (ширина) x 28 (дубина) x 5,5 (висина) |
| Портови               |                                            |
| Оперативни систем     |                                            |